# Paul Freier
Slawomir Paul „Slawo“ Freier (polnisch Sławomir Paweł Freier, * 26. Juli 1979 in Bytom, Polen) ist ein deutsch-polnischer Fußballtrainer und ehemaliger -spieler. Während seiner aktiven Laufbahn spielte er in der Bundesliga für den VfL Bochum und bei Bayer 04 Leverkusen. Des Weiteren absolvierte er 19 Partien für die deutsche Nationalmannschaft. Seit 2015 war er bei verschiedenen Vereinen als Trainer im Jugendbereich tätig. Seit Sommer 2023 ist er Co-Trainer von Rot-Weiss-Essen.

## Kindheit und Jugend
Paul Freier wurde im oberschlesischen Bytom geboren, wo sein Vater Eugen Freier (* 29. April 1957) als Jugendtrainer bei Polonia Bytom tätig war. Er wuchs in den 1980er Jahren in der zu dieser Zeit in Polen angespannten politischen Lage mit Versorgungsengpässen auf. Im Jahre 1990 wanderte die Familie in die Bundesrepublik Deutschland aus und ließ sich in Arnsberg im Sauerland bei Paul Freiers Tante und Onkel nieder.

## Karriere als Aktiver

### Anfänge
Paul Freier begann als Fünfjähriger mit dem Fußballspielen beim damaligen Drittligisten ŁTS Łabędy, einem Stadtteilverein aus Gliwice nahe Bytom. Nach seiner Übersiedelung nach Arnsberg trat Freier dem SV Holzen bei und ging später zum BSV Menden. Er erhielt als Jugendlicher ein Angebot der Nachwuchsabteilung von Borussia Dortmund, jedoch war sein Vater der Meinung, dass ein Wechsel zu früh käme. Des Weiteren hätte er aufgrund der beruflichen Tätigkeit seines Vaters nicht mehrmals pro Woche nach Dortmund gefahren werden können. 1996 wechselte Freier in die Nachwuchsabteilung des VfL Bochum.

### VfL Bochum
Für den VfL gab er am 5. November 1999 beim 2:0-Sieg gegen den SV Waldhof Mannheim in der 2. Bundesliga sein Profidebüt. Am Ende der Spielzeit stieg Freier mit den Bochumern in die Bundesliga auf. Für die Profimannschaft war er in dieser Spielzeit zu sechs Einsätzen ohne Torerfolg gekommen.
Am 12. August 2000 absolvierte er mit seiner Einwechslung in der 75. Minute beim 1:0-Sieg am ersten Spieltag der Bundesliga-Spielzeit 2000/01 gegen den 1. FC Kaiserslautern sein Bundesliga-Debüt. Am 28. April 2001 erzielte er mit dem Treffer zum 1:0 beim 1:1 am 31. Spieltag im Revierderby gegen den FC Schalke 04 sein erstes Tor im Profifußball. Freier kam in dieser Spielzeit zu 22 Einsätzen und einem Torerfolg nebst zwei Torvorlagen. Der VfL stieg als Tabellenletzter wieder aus der Bundesliga ab.
In der Zweitliga-Spielzeit 2001/02 absolvierte Freier 30 Einsätze und erzielte sieben Tore; der VfL Bochum stieg am Ende der Spielzeit wieder in die Bundesliga auf. Die Bundesliga-Saison 2002/03 brachte für den rechten Außenstürmer den Durchbruch: Er kam im deutschen Oberhaus zu 30 Einsätzen und sieben Toren und etablierte sich in der deutschen Nationalmannschaft. In der Spielzeit 2003/04 belegte Freier mit dem VfL Bochum einen UEFA-Pokalplatz und ließ dabei die Revierrivalen FC Schalke 04 und Borussia Dortmund hinter sich. Freier belegte bei der Wahl zum FIFA-Weltfußballer des Jahres 2003 den 20. Platz – gemeinsam mit Ronaldinho, Fabio Cannavaro, Cafu, Robert Pirès und Rivaldo.

### Bayer 04 Leverkusen
In seiner ersten Spielzeit bei Bayer 04 Leverkusen stand Freier unter Trainer Klaus Augenthaler meist in der Startelf, agierte dort meist im rechten Mittelfeld und absolvierte 33 von 34 Ligapartien, in denen er sechs Tore sowie zehn Vorlagen beisteuern konnte. Bei den Rheinländern kam er auch zu seinen ersten Europapokaleinsätzen; in der Champions League schied die Mannschaft im Achtelfinale gegen den späteren Titelgewinner FC Liverpool aus.
In den folgenden beiden Spielzeiten 2005/06 und 2006/07 pendelte Paul Freier zwischen Startelf und Ersatzbank, kam letztlich jedoch beim Großteil der Spiele zum Einsatz. Für die Champions League konnte sich Leverkusen zwar nicht mehr qualifizieren, spielte jedoch im UEFA-Pokal. 2005/06 scheiterte man bereits in der ersten Runde an ZSKA Sofia, in den beiden Folgejahren erreichten Bayer 04 und Paul Freier jeweils das Viertelfinale.
2007/08, in seiner vierten und letzten Saison bei der „Werkself“, stand Freier – inzwischen unter Trainer Michael Skibbe – nur noch selten in der Startformation. In vier Jahren absolvierte Freier 146 Pflichtspiele für Bayer Leverkusen, erzielte 18 Treffer selbst und bereitete weitere 30 vor, zählte dort aber letztendlich nur selten zum Kreis der etablierten Stammspieler.

### Rückkehr nach Bochum und Karriereende
Zur Saison 2008/09 wechselte Freier zurück zum VfL Bochum, bei dem er einen Fünfjahresvertrag unterzeichnete. Er schlug dabei besser dotierte Angebote von Hertha BSC und von Hannover 96 aus. Zum Ende seiner ersten Spielzeit, in der er in der Hinrunde Stammspieler war, hatte er mit dem VfL die Klasse gehalten. Zum Ende der Saison 2009/10 stieg der VfL Bochum nach drei Trainerwechseln aus der Bundesliga ab. Während der Hinrunde der Zweitliga-Spielzeit 2010/11 verpasste er ab dem 14. Spieltag den Rest der ersten Saisonhälfte und den Großteil der Rückrunde. Als Tabellendritter qualifizierte sich der VfL Bochum für die Relegationsspiele, in denen die Westfalen an Borussia Mönchengladbach scheiterten. In der Saison 2011/12 verpasste er mit dem VfL Bochum erneut den Aufstieg in die Fußball-Bundesliga; dieser sollte auch in den nächsten Jahren nicht gelingen.
Zum Ende der Zweitligasaison 2013/14 beendete Freier seine aktive Karriere. Seit seiner Rückkehr zum VfL hatte er in sieben Jahren 149 weitere Erst- und Zweitligaspiele absolviert.

### Nationalmannschaft
Paul Freier debütierte am 9. Mai 2002 in der Nationalmannschaft beim 7:0 in Freiburg im Breisgau gegen Kuwait. Nach der Fußball-Weltmeisterschaft 2002 stieg er zum Stammspieler in der Nationalmannschaft auf und war auch Kandidat auf einen Platz im Kader zur EM 2004, konnte jedoch verletzungsbedingt nicht teilnehmen. Im Februar 2005 gab er unter Jürgen Klinsmann beim 2:2 im Freundschaftsspiel gegen Argentinien in Düsseldorf sein Comeback für die Nationalmannschaft. Danach wurde er eineinhalb Jahre nicht mehr für die Nationalmannschaft nominiert, ehe er im November 2006 von Joachim Löw für das EM-Qualifikationsspiel in Nikosia gegen Zypern nachnominiert wurde, allerdings nicht zum Einsatz kam. Im März 2007 spielte er im Freundschaftsspiel in Duisburg gegen Dänemark letztmals für die Nationalmannschaft.

## Trainerkarriere
Im Januar 2015 wurde Freier Co-Trainer der U16-Mannschaft des VfL Bochum. Mit der U19 der Bochumer wurde er in der Saison 2015/16 Dritter in der A-Junioren-Bundesliga West. Im Sommer 2016 wechselte er zum FC Iserlohn 46/49, dessen U19-Mannschaft er trainierte. Ab der Saison 2017/18 war er Co-Trainer der U19 des FC Schalke 04. Nach einer Saison beendete Freier die Arbeit beim FC Schalke 04 und trainierte für ein halbes Jahr die U16 des VfL Bochum, bevor er am 15. Januar 2019 aus privaten Gründen um sofortige Vertragsauflösung bat. Zur Saison 2019/20 kehrte er zum FC Iserlohn 46/49 zurück und übernahm den Trainerposten der U17-Mannschaft. Im Sommer 2021 wechselte Freier zur U-17 des SV Lippstadt 08.
Seit Sommer 2023 ist Freier als Co-Trainer bei Rot-Weiss Essen in der 3. Liga tätig.

## Sonstiges
Paul Freier ist verheiratet und Vater von vier Kindern. Die Familie lebt im Sauerland.